# 後勁
後勁，早期亦有寫作后勁、后硬或後硬等，是台灣高雄市楠梓區的一個聚落名稱，位於該區中央偏東，並延伸至東南部地區。相較於今日行政區，其範圍大致包括仁昌里最東端、翠屏里、加昌里東北端、瑞屏里、金田里、宏榮里不含西北部及西南部、宏毅里、錦屏里、玉屏里、稔田里、宏南里不含西部及西南部。

## 地理位置
後勁舊部落含蓋了楠梓區境內的錦屏里、玉屏里、金田里、稔田里，以及瑞屏里。整個後勁地區則位在半屏山與後勁溪所夾區域，四周傳統上有左營、右昌、楠梓（楠梓坑）等聚落。同時，後勁也位處高雄煉油廠、楠梓加工區、宏毅社區（中油宿舍區）、國立高雄海洋科技大學以及高雄都會公園（原西青埔垃圾掩埋場）之間。

## 行政區劃沿革

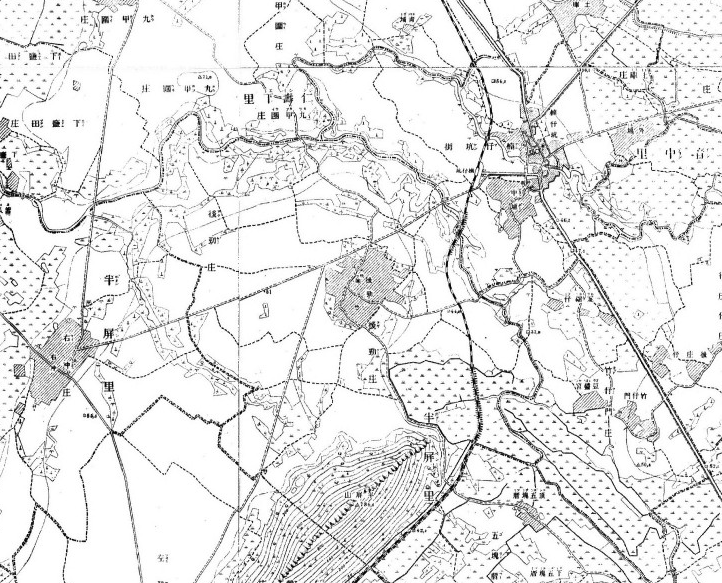
20世紀初《台灣堡圖》中所繪的後勁、後勁庄與鄰近地帶。

後勁在清朝時期屬於福建臺灣省臺南府（1887年建省前為福建省臺灣道臺灣府）鳳山縣半屏里後勁庄；日本統治初期改府為縣，改縣為支廳，半屏里改為臺南縣鳳山支廳所轄；1897年全臺重劃，改為鳳山縣打狗辨務署管轄；1898年鳳山縣併入臺南縣，打狗辨務暑併入鳳山辨務署。
1901年時廢縣置廳，廳下設支廳，後勁庄歸鳳山廳楠梓坑支廳管轄；1909年時，鳳山廳併入臺南廳，後勁庄與周圍三庄設為楠梓坑支廳下轄的後勁區，後勁庄為後勁區役場（類似今之區公所）所在處。
1920年行政區改制後，後勁庄改為高雄州高雄郡楠梓庄所轄的大字「後勁」，下有「後勁」、「月眉」小字。
1924年高雄州高雄市成立，同時高雄郡廢除，此時後勁做為楠梓庄的一部分，被編入岡山郡管轄。1943年高雄市擴編時楠梓庄部分併入高雄市，後勁於此時併入高雄市。
戰後初期後勁改制為中華民國臺灣省高雄市下的「後勁區」，1945年併入楠梓區，成為該區一部分。

## 歷史
後勁地區早期是蔦松文化與鳳鼻頭文化的分佈範圍，當地有後勁遺址，出土有貝塚等文物，屬於距今2000到400年左右的金屬器或金石併用時期。
「後勁」一名，是源自鄭成功的抗清「七十二鎮」之一，稱「後勁鎮」。明鄭在台灣建立政權後，派遣各鎮設屯開墾，其中後勁鎮即是在今日後勁一帶拓墾。
清朝時期，由於後勁位置靠近左營鳳山縣城，因此有許多移民進入，並逐漸發展成為是高雄地區的早期街市之一，當地至今仍保有老街與陳家、林家等古厝。

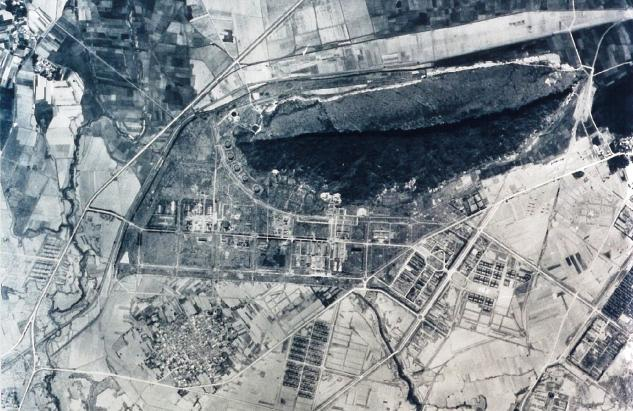
二戰時期美軍所攝的燃料廠空照圖，左下可見當時的後勁聚落。

1913年，在後勁溪與楠梓坑溪匯合處附近建設了稱做「水龍頭」的抽水站，以供應甘蔗等農業灌溉所需。同時後勁也成為橋仔頭糖廠的一座衛星聚落。1933年底的統計中，後勁有人口約2283人。到了1940年代，第二次世界大戰時期，日本第六海軍燃料廠在後勁設廠。
1945年國民政府接收台灣後，於1946年於海軍燃料廠原址設立中油高雄煉油總廠。1947年二二八事件發生時，高雄要塞司令部曾派兵包圍廠區，之後有數名工人被逮捕或擊殺。
後來煉油廠進一步擴充廠區，包括1968年設立「一輕」，與1975年設立「二輕」等輕油裂解廠。同時，楠梓加工出口區也在1969年設立於後勁的農田地帶，後勁也因此成為外地勞工與稍後的外籍勞工聚集地。
配合一輕與二輕關廠時程，政府在1987年計劃再於後勁設立「五輕」，並引發長期的「後勁反五輕」抗爭運動。1990年，五輕在警力戒護下動工，同時也承諾25年後「遷廠」，並於1994年啟用。
2006年8月1日，轄內和平國中、和平國小依傳統地名，正名後勁國中、後勁國小。2008年通車的高雄捷運紅線，在後勁聚落旁設有後勁站。

## 重要廟宇
- 後勁聖雲宮：創建於明末清初，主祀保生大帝，位於聖雲街129號，為該地境主廟。
- 後勁鳳屏宮：創建於清朝末年，主祀五穀仙帝，後勁東路22號。
- 後勁福德祠：主祀福德正神、迦藍尊神，位於後勁西路122號。
- 後勁有萬應公廟：位於學專路372號。
- 後勁明修堂：主祀關聖帝君，位於後勁東路132巷15號。
- 後勁南海堂：主祀觀世音菩薩，位於高峰街30巷17號。